# Chascanum cernuum
Chascanum cernuum là một loài thực vật có hoa trong họ Cỏ roi ngựa. Loài này được (L.) E.Mey. mô tả khoa học đầu tiên năm 1838.